# Ярве (Таллин)
Я́рве (эст. Järve — «Озёрный») — микрорайон в районе Кристийне города Таллина, столицы Эстонии.

## География

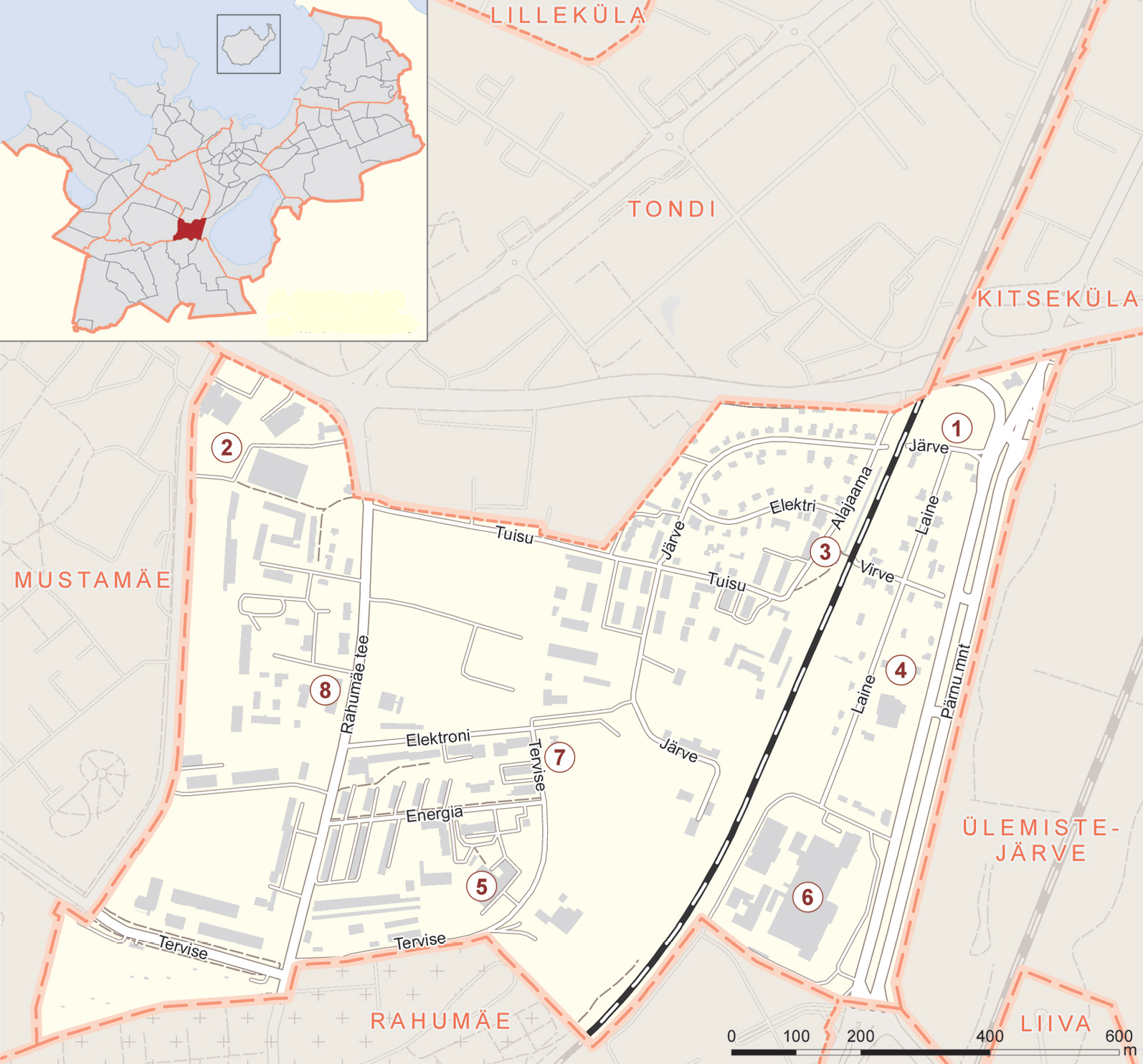
Карта микрорайона Ярве

Площадь — 1,05 км². Плотность населения на 1 января 2023 года — 2825,7 чел/км². 

## Улицы
По территории микрорайона проходят улицы Алаяама, Вирве, Лайне, Пярнуское шоссе, Рахумяэ, Тервизе, Туйсу, Электри, Электрони, Энергия, Ярве.

## Население
| Численность населения микрорайона Ярве на 1 января по данным Регистра народонаселения | Численность населения микрорайона Ярве на 1 января по данным Регистра народонаселения | Численность населения микрорайона Ярве на 1 января по данным Регистра народонаселения | Численность населения микрорайона Ярве на 1 января по данным Регистра народонаселения | Численность населения микрорайона Ярве на 1 января по данным Регистра народонаселения | Численность населения микрорайона Ярве на 1 января по данным Регистра народонаселения | Численность населения микрорайона Ярве на 1 января по данным Регистра народонаселения | Численность населения микрорайона Ярве на 1 января по данным Регистра народонаселения |
| 2008                                                                                  | 2010                                                                                  | 2011                                                                                  | 2012                                                                                  | 2013                                                                                  | 2014                                                                                  | 2015                                                                                  | 2016                                                                                  |
| ------------------------------------------------------------------------------------- | ------------------------------------------------------------------------------------- | ------------------------------------------------------------------------------------- | ------------------------------------------------------------------------------------- | ------------------------------------------------------------------------------------- | ------------------------------------------------------------------------------------- | ------------------------------------------------------------------------------------- | ------------------------------------------------------------------------------------- |
| 2841                                                                                  | ↗2889                                                                                 | ↗2909                                                                                 | ↘2866                                                                                 | ↗2899                                                                                 | ↗2976                                                                                 | ↘2969                                                                                 | ↗2974                                                                                 |
| 2017                                                                                  | 2018                                                                                  | 2019                                                                                  | 2020                                                                                  | 2021                                                                                  | 2022                                                                                  | 2023                                                                                  |                                                                                       |
| ↘2957                                                                                 | ↘2956                                                                                 | ↘2887                                                                                 | ↘2884                                                                                 | ↘2838                                                                                 | ↘2807                                                                                 | ↗2967                                                                                 |                                                                                       |

## История
Микрорайон возник в 1920-х годах. Своё название получил по возведённой здесь в 1926 году железнодорожной станции; та, в свою очередь, получила своё название из-за близости к озеру Юлемисте.
Здание станции было построено по проекту Карла Бурмана и является примером типичной для той эпохи железнодорожной архитектуры. В 1999 году внесено в Государственный регистр памятников культуры Эстонии как архитектурный памятник.

## Учреждения и организации
- Energia tn 8 — Клиника по реабилитации и уходу Ида-Таллинской Центральной больницы[эст.];
- A. H. Tammsaare tee 47 — бюро обслуживания Пыхьяской префектуры полиции;
- Tervise tn 30 — Институт судебной экспертизы Эстонии[эст.];
- Rahumäe tee 4B — Департамент внешней разведки Эстонии[эст.];
- Järve tn 34A — Государственный центр оборонных инвестиций[эст.].

## Общественный транспорт
В микрорайоне курсируют городские автобусы маршрутов № 5, 13, 17, 17А, 18, 18А, 20, 20А, 23, 32, 36, 45, 57 и 61.

## Галерея

Микрорайон Ярве
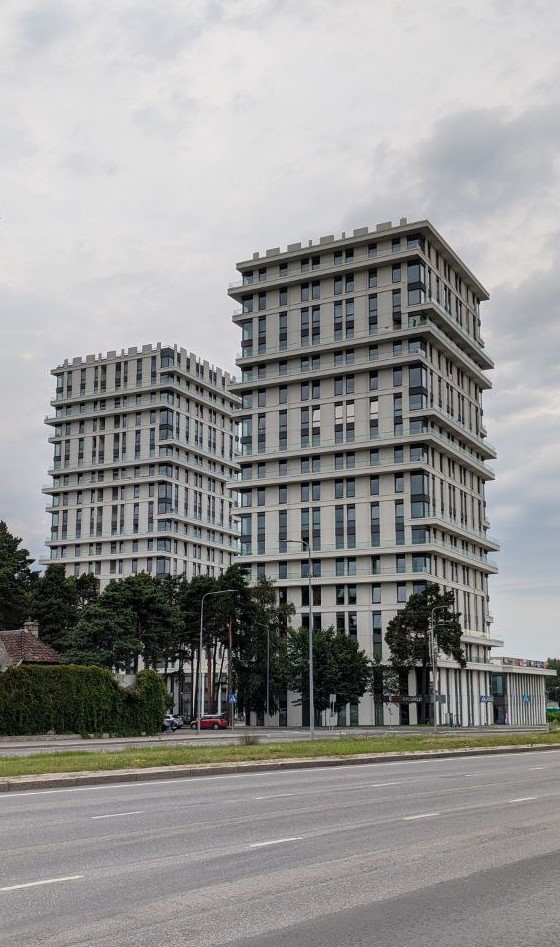
Улица Ярве
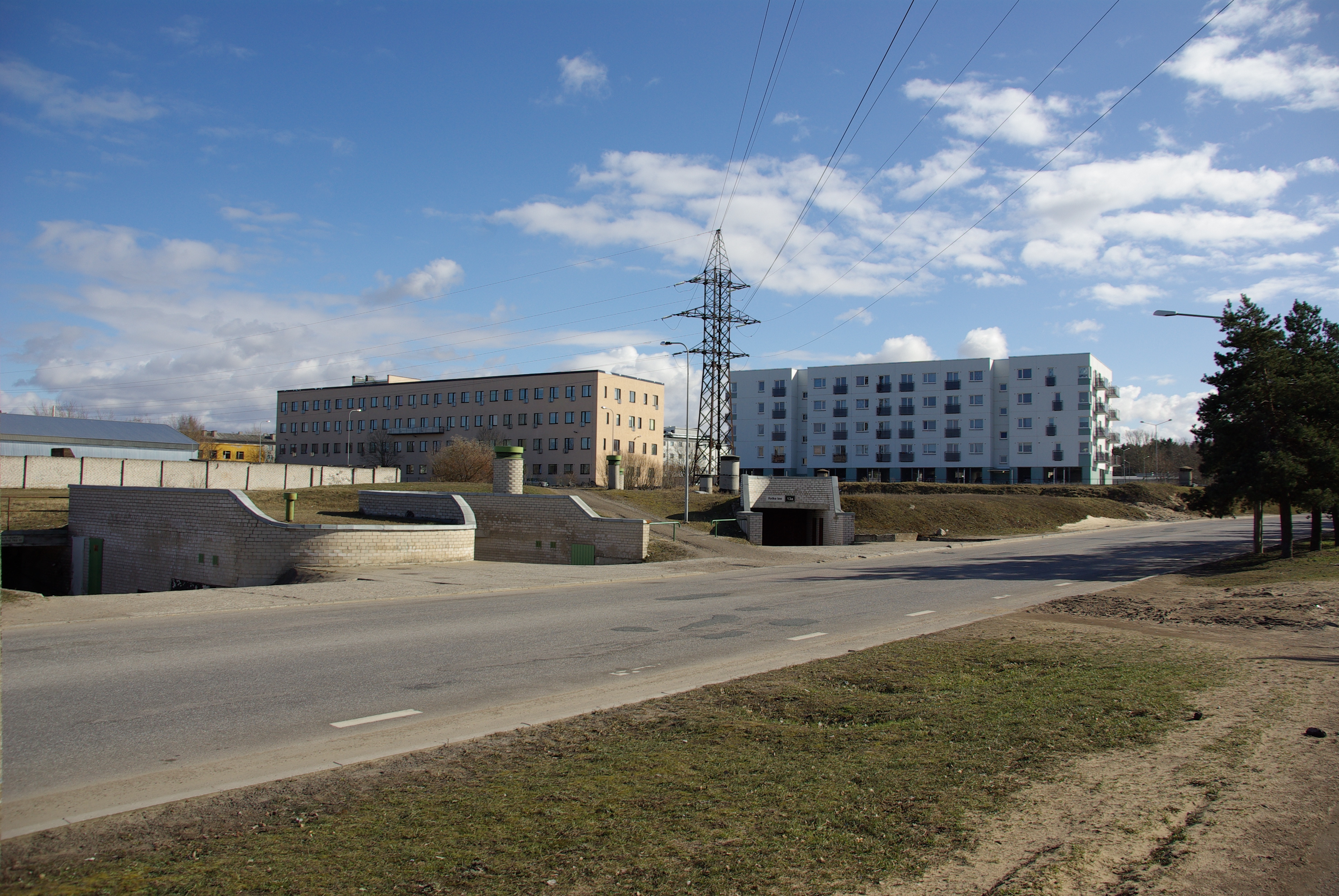
Улица Ретке в микрорайоне Ярве
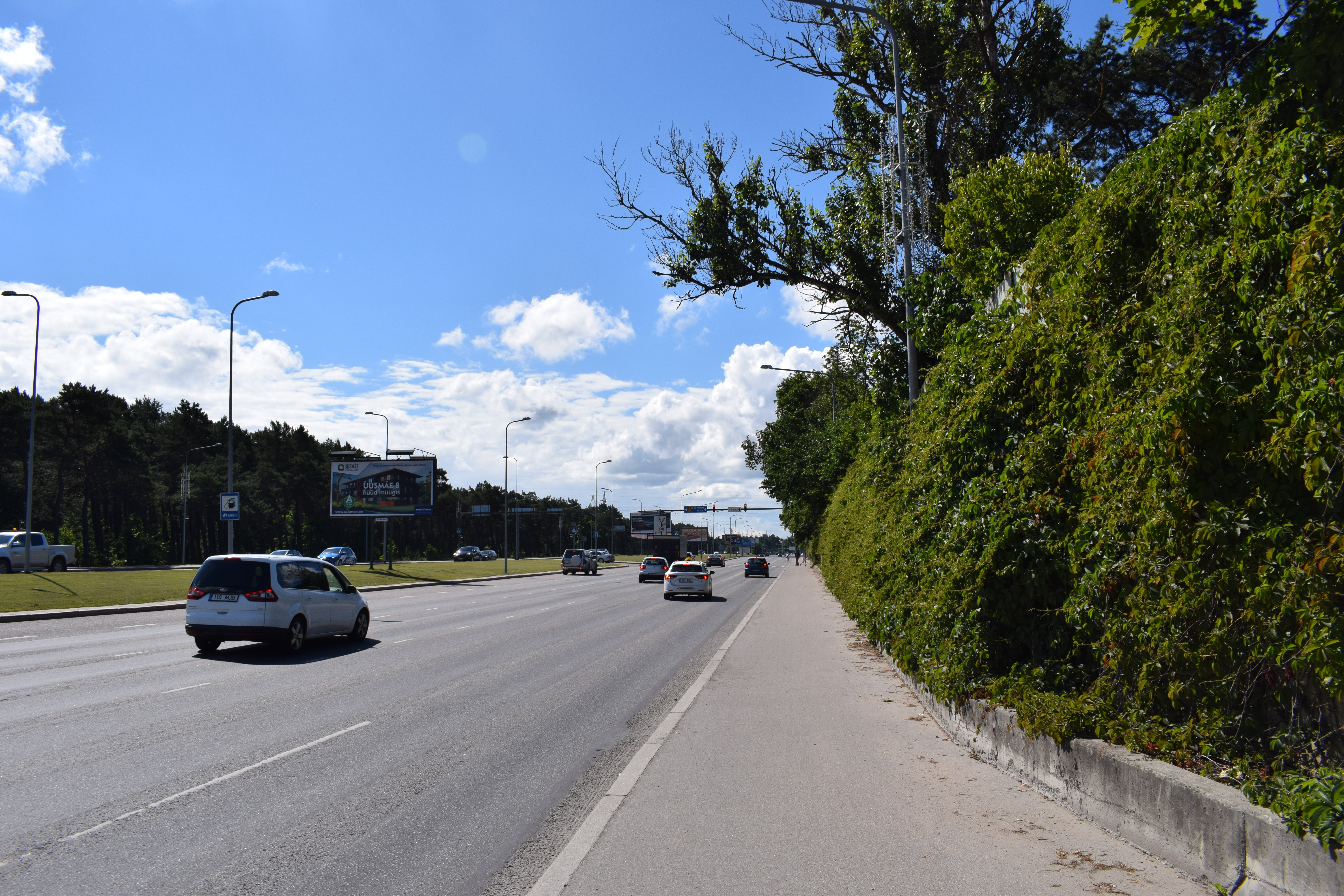
Пярнуское шоссе в микрорайоне Ярве
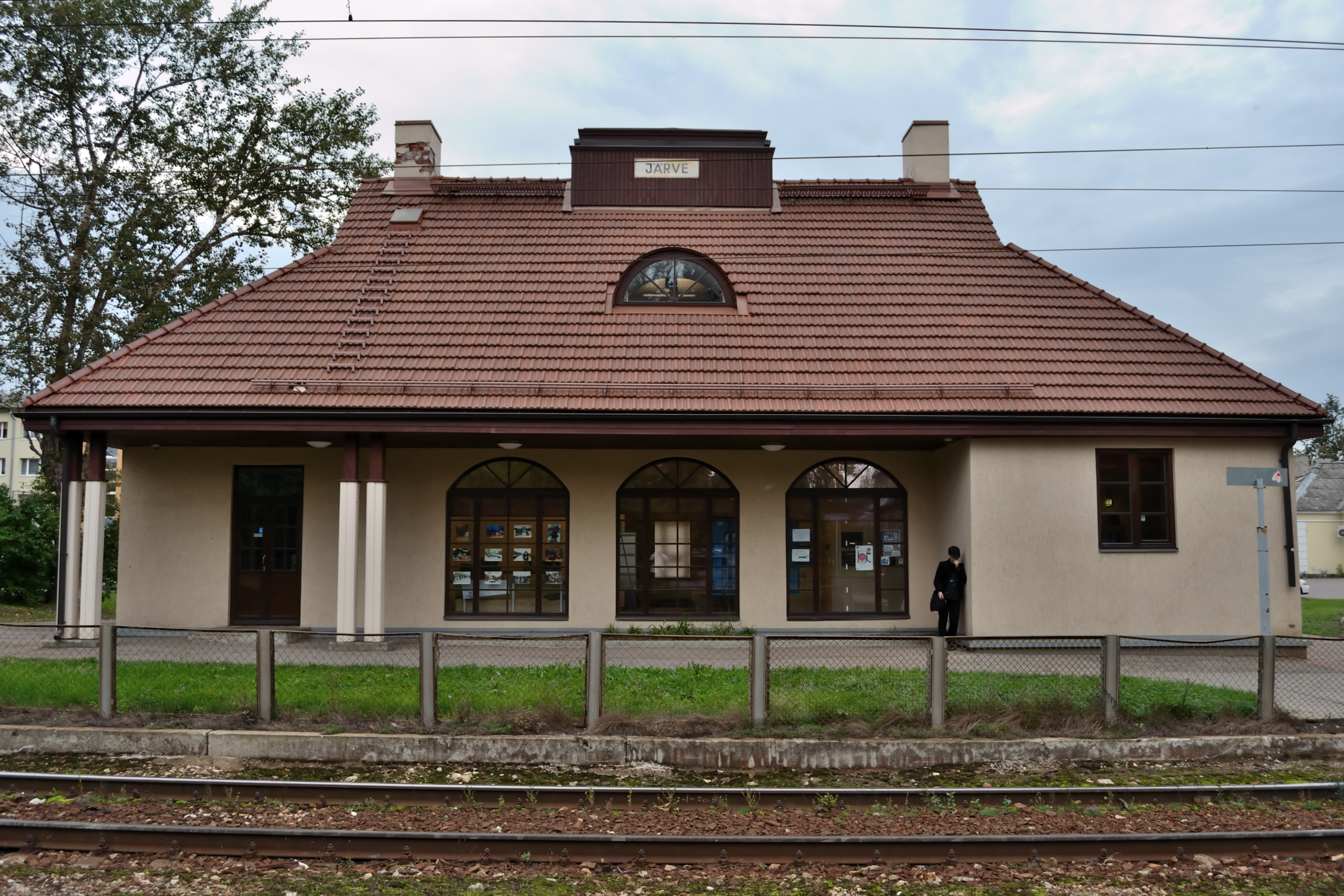
Бывшее здание железнодорожной станции «Ярве» (памятник архитектуры, 1926 г.)
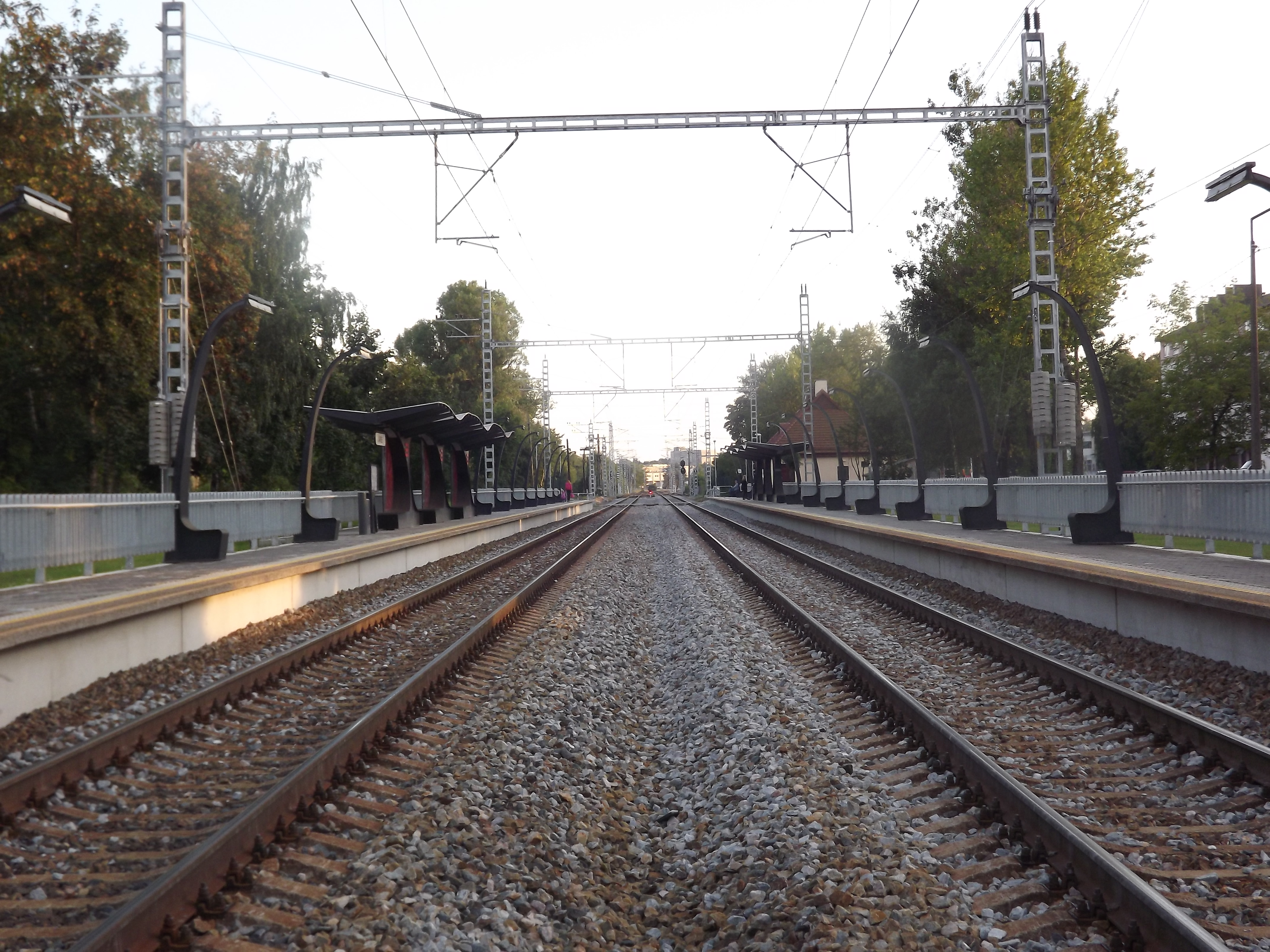
Железнодорожная остановка «Ярве»
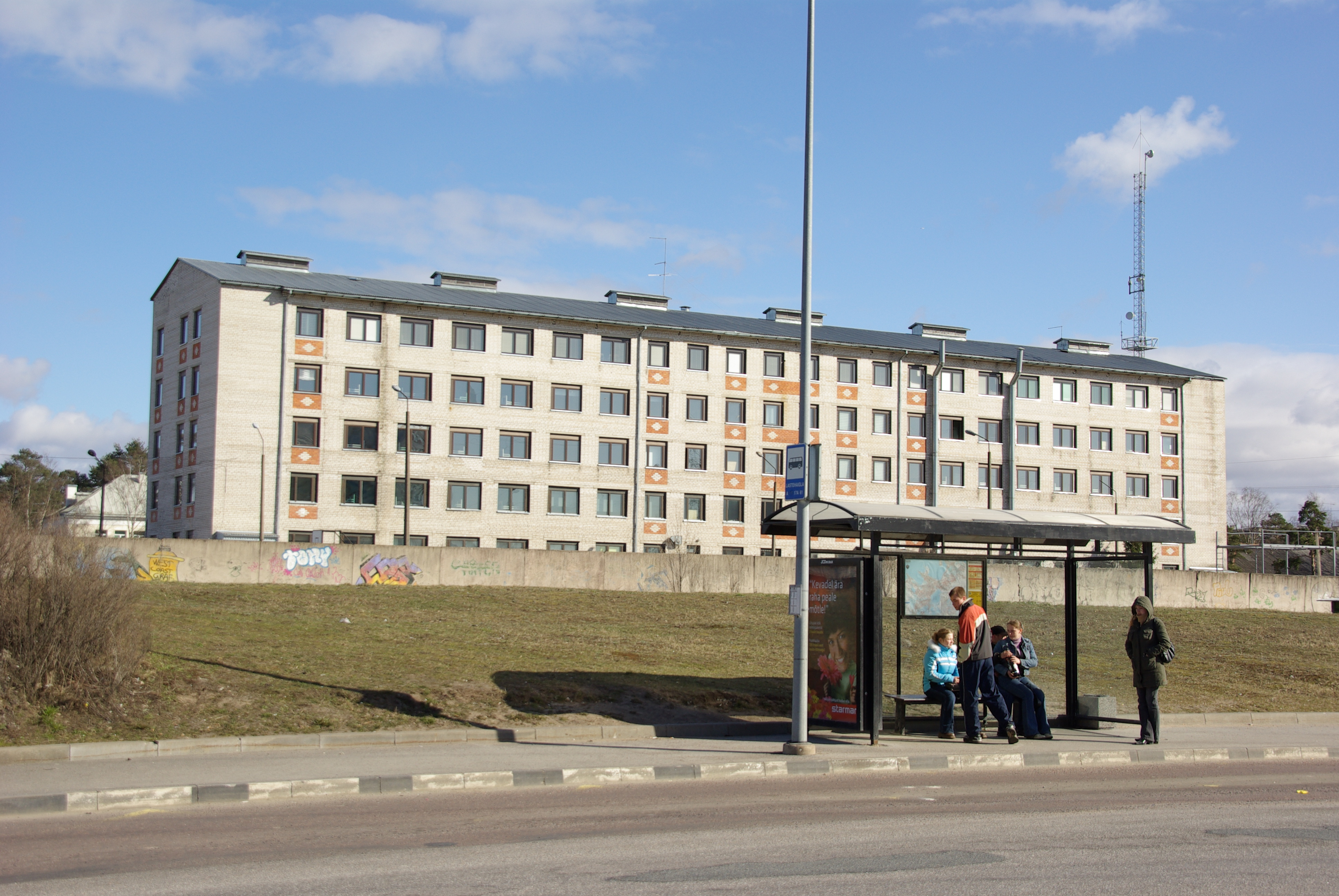
Бывшая казарма советских войск
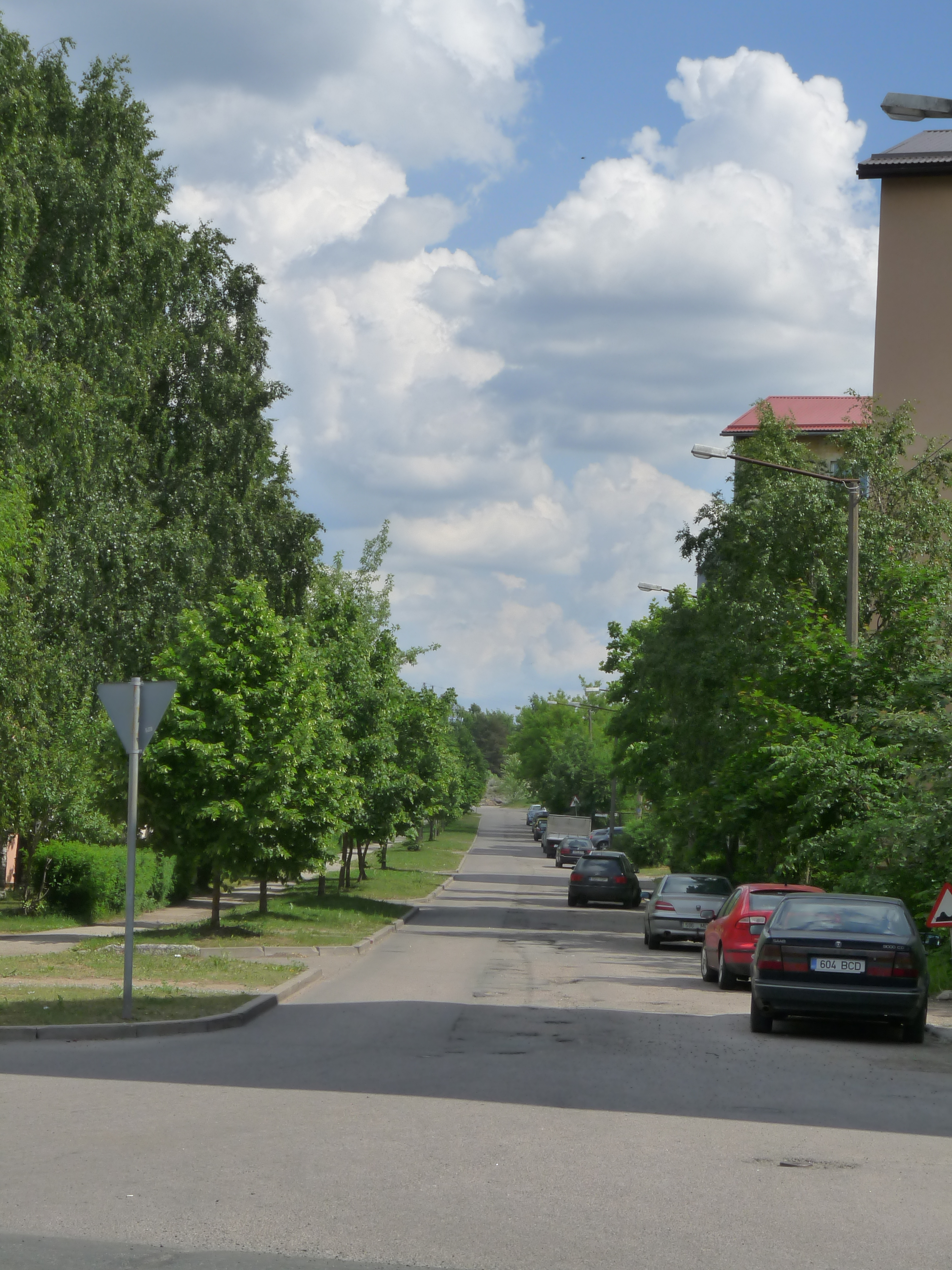
Улица Энергия
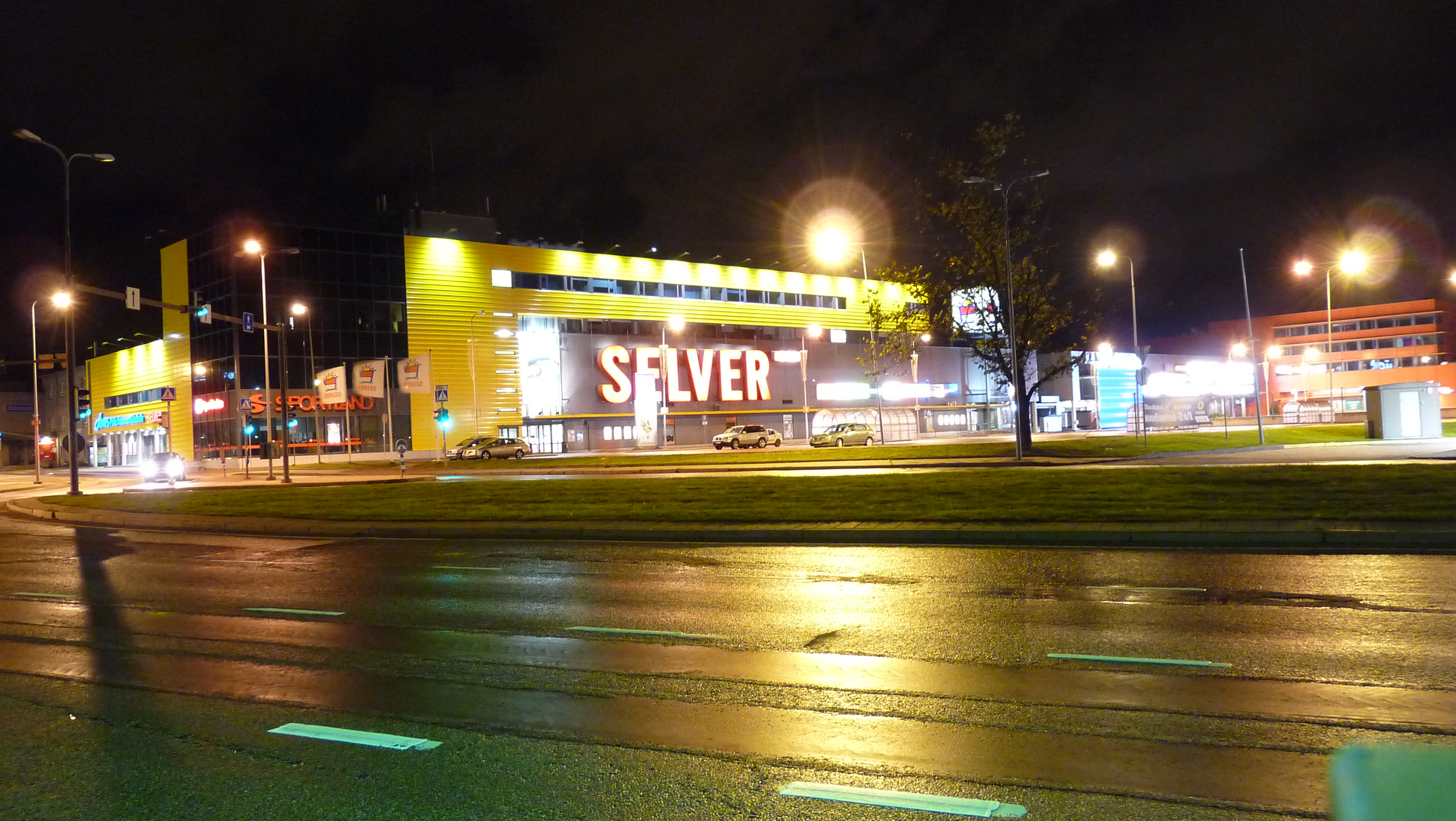
Торговый центр «Ярве Кескус»